# 圖氏擬鱥
圖氏擬鱥（學名：Pseudophoxinus turani），為輻鰭魚綱鯉形目雅羅魚科的其中一個種，分布亞洲土耳其奧龍特斯河流域因塞蘇泉，為特有種，體長可達9.3公分，生活習性不明。

## 扩展阅读
維基物種上的相關：圖氏擬鱥